# Planalto de Guelama
O planalto de Guelama (em armênio: Գեղամա սարահարթ; romaniz.: Gełama sarahart’) é um planalto da Armênia, próximo da cordilheira de Guelama. Seu nome faz referência ao patriarca Gelâmio (Guelã), um dos heróis da tradição popular armênia.